# Gát (biológia)

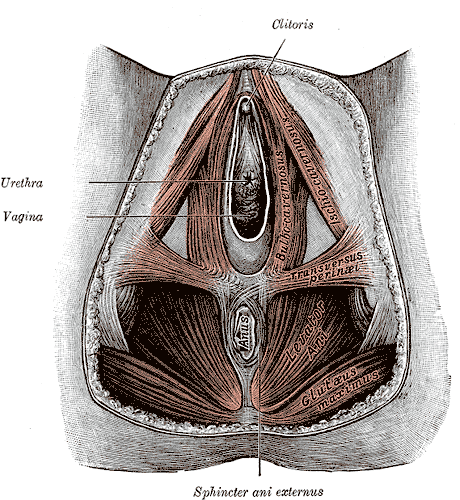
A női gát izomrendszere

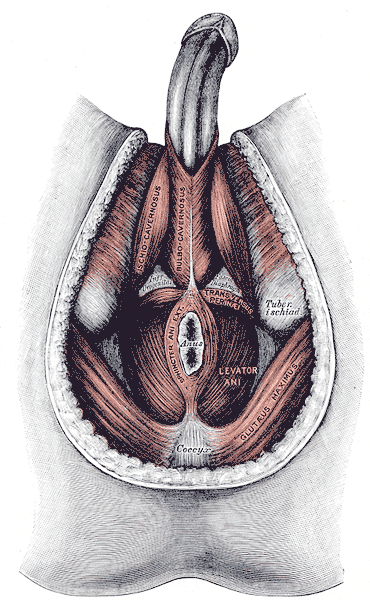
A férfi gátjának izmai

A gát (perineum) lezárja a kismedence kimenetét, alátámasztja a kismedencei szerveket, az urogenitalis traktus és az emésztőrendszer fontos nyílásai találhatók rajta, és azok záróizmai helyezkednek el állományában.

## Anatómiája
A két comb között a farkcsont csúcsától a külső nemi szervekig a férfiaknál a herezacskóig, a nőknél a nagyajkakig terjedő terület. A bőrterület közepén főleg fiúknál jól látható forradásszerű vonal, a gátvarrat húzódik végig. A gátvarrat hátsó felén a végbélnyílás található. Elülső felében a nemi szervek egy része foglal helyet. Az említett szervek körül a hozzájuk tartozó izmok, erek és idegek találhatók meg. Két izmos lemez és azok kötőszövetes borítása (fascia) képezi az alapját. Hátul a (diaphragma pelvis), amelynek izomlemeze a végbélemelő izom (m. levator ani), ez egy nyílást hagy szabadon elöl (hiatus urogenitalis), ez a (diaphragma urogenitale) zárja le, amelynek izomlemeze a mély haránt gátizom (m. transversus perinei profundus).

## A női gát
A gát alatt klinikailag nők esetében a hüvely és a végbél közötti területet értjük. A gát izmos-kötőszövetes lemezei a női nemi szervek támasztékául szolgálnak. Szülés alatt a lágy szülőcsatorna kialakításában vesznek részt.

## Klinikai jelentősége

### Nőknél
Szülészeti szempontból fontos terület a szülés lefolyása és a szüléseknél esetleg előforduló gátsérülések miatt. Szüléskor, a gátrepedések megelőzésére, esetenként gátmetszést végeznek. Először szülő nők kórlapjain szokásosan a "magas gát" figyelmeztetést alkalmazzák, míg a gátmetszésen átesett, korábban szült nők esetén a "heges gát" a szokásos szöveg. A gát sérüléseit plasztikai műtéttel lehet korrigálni (helyreállítani). Az egyéb nőgyógyászati műtétek nagy részénél is a gát felől érhető el az operálandó szerv.

### Mindkét nemnél
Fontos terület urológiailag és sebészetileg - a prosztata esetében csak férfiaknál -, de mindkét nemben a húgyhólyag, a végbél és az egyéb kismedencei szervek elérése szempontjából.